# Хенераль-Альварадо
Округ Хенераль-Альварадо (ісп. General Alvarado) — адміністративно-територіальна одиниця 2-ого рівня у провінції Буенос-Айрес в центральній Аргентині. Адміністративний центр округу — Мірамар (ісп. Miramar).
Населення округу становить 39594 особи (2010). Площа — 1599 кв. км.

## Історія
Округ заснований у 1891 році.

## Населення
У 2010 році населення становило 39594 особи. З них чоловіків — 19404, жінок — 20190.

## Політика
Округ належить до 5-ого виборчого сектору провінції Буенос-Айрес.